# Paraíso do Tocantins
Paraíso do Tocantins, amtlich portugiesisch Município de Paraíso do Tocantins, ist eine 1963 gegründete Gemeinde des brasilianischen Bundesstaates Tocantins in der Região Norte. Sie ist 63 km von der Hauptstadt Palmas entfernt. Die Bevölkerungszahl wurde zum 1. Juli 2020 auf 51.891 Einwohner geschätzt, Paraisenser (portugiesisch paraisenses) genannt, die auf einem Gebiet von rund 1268 km² leben. Die Bevölkerungsdichte liegt bei 35 Personen pro km².

## Geographie
Das Zentrum des Orts liegt auf einer Höhe von 387 Metern über Meeresspiegel. Das Terrain ist das der Ökoregion des brasilianischen Cerrado mit einer hohen Biodiversität. Am Ostrand der Stadt findet sich der Serra do Estrondo, ein kleiner Berg mit einer Aussichtsplattform.

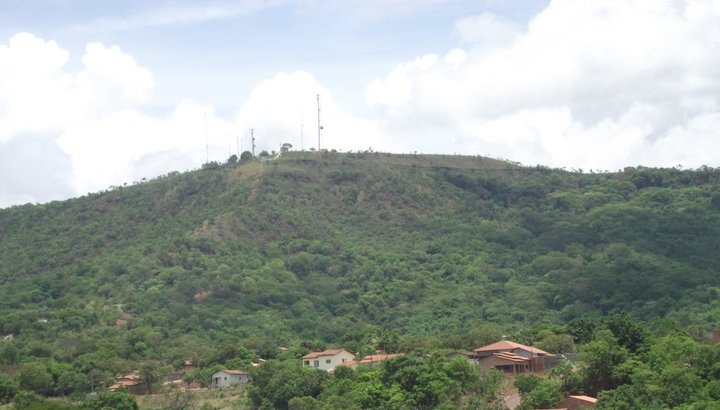
Blick zum Serra do Estrondo
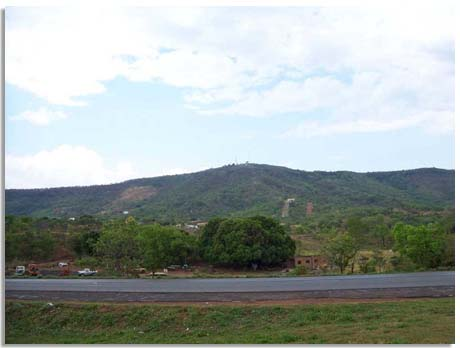
Blick zum Serra do Estrondo

Umliegende Orte sind:
| Nordwesten: Monte Santo do Tocantins | Norden: Barrolândia | Nordosten:                 |
| Westen: Chapada de Areia             |                     | Osten: Luzimangues, Palmas |
| Südwesten: Pium                      | Süden: Pugmil       | Südosten:                  |

## Geschichte
Die Siedlung entstand während des Baus der Nord-Süd-Autobahn BR-153, die 1959 eröffnet wurde. Das Gebiet gehörte zum Bundesstaat Goiás. Am 23. Oktober 1963 wurde das Munizip durch Dekret „Lei Estadual n° 4.1716“ unter dem Namen Paraíso do Norte mit Ausgliederung aus der Gemeinde Pium, dem es bisher unterstand, gegründet. Zu der Zeit hatte der Ort etwa 1500 Einwohner, die für den in Brasilien üblichen Volksentscheid, Bau eines Rathauses sowie Wahlen für Stadtverordnete und Bürgermeister ausreichten.
Die Gründung des Bundesstaates Tocantins und Abspaltung von Goiás erfolgte 1988 und am 1. Januar 1989 wurde der Ort in Paraíso do Tocantins umbenannt, was die neue Zugehörigkeit ausdrückte.

## Stadtverwaltung
Exekutive: Bei der Kommunalwahl 2016 wurde der Ex-Gouverneur von Tocantins Moisés Avelino zum dritten Mal Stadtpräfekt (Bürgermeister). Er ist Mitglied des Partido do Movimento Democrático Brasileiro (PMDB, heute MDB). Die ersten beiden Stadtpräfekten wurden noch von der Regierung in Tocatins ernannt, ab 1966 wurden sie gewählt. Die Bürgermeister hatten sich in den 1960er Jahren mit einem Bevölkerungswachstum von über 500 % auseinanderzusetzen, in den 1970er Jahren verdoppelte sich die Einwohnerzahl.
Die Legislative liegt bei einem 13-köpfigen Stadtrat, den vereadores der Câmara Municipal, 2017 lag die Präsidentschaft bei João de Deus Lopes da Cunha, der ebenfalls dem PMDB angehört.

### Liste der Stadtpräfekten
| Name                                         | Amtsdauer                             |
| -------------------------------------------- | ------------------------------------- |
| Ercíclio Bezerra de Castro (ernannt)         | 13. März 1964 bis 24. Januar 1965     |
| Pedro Cândido de Oliveira (ernannt)          | 25. Januar 1965 bis 30. Januar 1966   |
| Manoel Lúcio de Carvalho Filho (gewählt)     | 31. Januar 1966 bis 30. Januar 1970   |
| Raimundo José de Moraes (gewählt)            | 31. Januar 1970 bis 30. Januar 1973   |
| Abrão Pereira de Andrade (gewählt)           | 31. Januar 1973 bis 31. Januar 1977   |
| Benedito Pereira Bandeira Sobrinho (gewählt) | 1. Februar 1977 bis 31. Januar 1983   |
| Moisés Avelino (gewählt)                     | 1. Februar 1983 bis 30. August 1988   |
| Alípio Barbosa Neto                          | 31. August 1988 bis 31. Dezember 1988 |
| Arnaud de Souza Bezerra (gewählt)            | 1. Januar 1989 bis 31. Dezember 1992  |
| Manoel de Jesus Torres (gewählt)             | 1. Januar 1993 bis 31. Dezember 1996  |
| Virgínia Avelino (gewählt)                   | 1. Januar 1997 bis 31. Dezember 2000  |
| Hider Alencar (gewählt)                      | 1. Januar 2001 bis 31. Dezember 2004  |
| Arnaud de Souza Bezerra (gewählt)            | 1. Januar 2005 bis 31. Dezember 2008  |
| Sebastião Paulo Tavares (gewählt)            | 1. Januar 2009 bis 31. Dezember 2012  |
| Moisés Avelino (gewählt)                     | 1. Januar 2013 bis 31. Dezember 2016  |
| Moisés Avelino (wiedergewählt)               | 1. Januar 2017, amtierend bis 2020    |

## Bevölkerungsentwicklung
Quelle: IBGE (Angaben für 2019 sind lediglich Schätzungen). 25,79 % der Bevölkerung waren 2010 Kinder und Jugendliche bis 15 Jahre. 95,62 % lebten 2010 in der urbanen Zone, 4,38 % im weitläufigen Naturraum.

## Wirtschaft
Das Bruttoinlandsprodukt (BIP) der politischen Gemeinde verteilt sich auf die drei Hauptsektoren Landwirtschaft, Handel und Dienstleistungen, Industrie:
| Wirtschaftssektorenanteile am BIP | Wirtschaftssektorenanteile am BIP | Wirtschaftssektorenanteile am BIP | Wirtschaftssektorenanteile am BIP | Wirtschaftssektorenanteile am BIP |
| --------------------------------- | --------------------------------- | --------------------------------- | --------------------------------- | --------------------------------- |
| Sektor                            |                                   |                                   |                                   | Tsd. Real                         |
| Landwirtschaft                    | Landwirtschaft                    |                                   | 19.449                            | 19.449                            |
| Dienstleistung                    | Dienstleistung                    |                                   | 394.091                           | 394.091                           |
| Industrie                         | Industrie                         |                                   | 167.984                           | 167.984                           |
| Quelle: IBGE, 2014                |                                   |                                   |                                   |                                   |

Der Index der menschlichen Entwicklung für Städte, abgekürzt HDI (portugiesisch: IDH-M) lag 1991 bei dem niedrigen Wert von 0,488, im Jahr 2010 bei dem als hoch eingestuften Wert von 0,764.
| Jahr | Punkte |
| ---- | ------ |
| 1991 | 0,488  |
| 2000 | 0,613  |
| 2010 | 0,764  |

## Verkehr
Durch Paraíso do Tocantins führt die Nordsüdverbindungsstraße BR-153 (Rodovia Transbrasiliana), für die Ost-West-Verbindung sorgt die staatliche Autobahn TO-080.
Westlich liegt der Flugplatz Aeroporto de Paraíso do Tocantins mit einer 1200-Meter-Piste.

## Bildung

### Schulen
Das Instituto Federal do Tocantins unterhält in Paraíso einen Campus. Laut Volkszählung 2010 befanden sich in Paraíso 25 Grund- und neun Mittelschulen.

### Analphabetenquote
Paraíso do Tocantins hatte 1991 eine Analphabetenquote von 25,5 %, die sich bei der Volkszählung 2010 bereits auf 8,9 % reduziert hatte.

## Kultur
Paraíso verfügt über ein Heimatmuseum Museu Municipal João Batista de Brito, eine Stadtbibliothek und eine städtische Bühne. Sport bieten die Fußballclubs Paraíso Esporte Clube und Clube Atlético Cerrado, die aber bei den Staatsmeisterschaften von Tocantins noch keine Titel errangen.
Sehenswürdig ist die Kirche Igreja Matriz São José Operário. Am 19. März findet jährlich ein Fest zu Ehren des Stadtpatrons Josef von Nazaret, portugiesisch: São José Operário, statt, am 23. Oktober wird das Gründungsjubiläum gefeiert.